# Jean Mouton (homme politique)
Pour les articles homonymes, voir Jean Mouton.
Jean Mouton, né le 15 février 1929 à Montfrin (Gard) et mort le 4 novembre 2023 à Pierrelatte, est un homme politique français. Il est membre de l'UDF, puis de l'UMP à partir de 2002.

## Biographie

### Carrière politique
Maire de Pierrelatte à partir de 1971, il est élu à l'Assemblée nationale pour un unique mandat lors des élections législatives de 1986, scrutin proportionnel à un tour.
Président du conseil général de la Drôme de 1992 à 2004 avec une brève interruption entre 2001 et 2002 pour raisons de santé, son premier adjoint Yves Le Bellec lui succède à la mairie de Pierrelatte en 2002.
Jean Mouton a fondé en 1991 le Pays Drôme provençale avec le Sénateur Jean Besson.
Jean Mouton meurt le 4 novembre 2023 à l'âge de 94 ans.

### Vie privée
Fils d'Alexandre Mouton dit Jacques Mouton et de Joséphine Dijol, il est le père de Marie-Pierre Mouton. Cette dernière, future maire de Pierrelatte (2014-2017) et présidente du conseil départemental (depuis 2017), reprend son mandat de conseiller général du canton de Pierrelatte en 2004.

## Mandats
- Maire de Pierrelatte (1971-2002)
- Conseiller général du canton de Pierrelatte (1973-2004)
- Député de la Drôme (1986-1988)
- Président du conseil général de la Drôme (1992-2001, 2002-2004)